# Цаишский кафедральный храм Успения Пресвятой Богородицы
Цаишский кафедральный храм Успения Пресвятой Богородицы — кафедральный храм Зугдидской и Цаишской епархии, место одной из древнейших епископских кафедр в Грузии.
В VI—VII веках на территории храма уже существовала епископская кафедра. В списке епископских кафедр 602—610 годов упоминается Цаишская епархия в Лазике. Самым древним грузинским памятником, который упоминает Цаишское епископство, является надпись на каменном кресте X—XI веков, где возле имени царя Баграта упоминается и Цаишский епископ Ефрем.
Изначально паствой храма было население между Хобисцкали и Энгури, от Чёрного моря до Унагирского хребта. После того, как Драндский, Моквский и Бедийский епископаты были ликвидированы, население Самурзакано также стало частью паствы Цаишского епископа.
Современный купольный Цаишский храм был построен между XIII—XIV веками. Ранее на этом месте существовала бескупольная базилика X—XI веков. Известно, что с XI века до 1823 года было 20 цаишских епископов, среди которых наиболее важны Малахия Гуриели (1612—1639) и Григол Чиковани (1777—1823).
Епископ Малахия известен тем, что после разрушительного землетрясения 1614 года полностью восстановил и обновил Цаишский храм. Епископ Григол известен тем, что сумел заручиться поддержкой Кации II Дадиани и вернуть церкви отнятые феодалами земли. Кроме того, он построил вокруг церкви стену и колокольню. В 1823 году Российское правительство ликвидировало Цаишское и другие мерельские епископства. С тех пор до 1879 года здесь был монастырь. Монастырь был одним из главных мест распространения образования, так как при нём функционировала школа.
С приходом большевиков в Грузию, монастырь был закрыт и заброшен. В 1989 году, с благословения Католикос-патриарха Грузинского Илии II, монастырь был восстановлен. С 1989 года до своей кончины храмом заведовал дьякон Амиран Шенгелия, который похоронен возле южных врат. На сегодняшний день предстоятелем храма является дьякон Забулон Кобалиа.